# Notre Dame de Namur University
La Notre Dame de Namur University (NDNU) è un'università privata di indirizzo cattolico con sede a Belmont, nello stato americano della California.
Le origini dell'università si ricollegano con quelle dell'Academy of Notre Dame, scuola femminile fondata nel 1851 a San Jose dalle Suore di Nostra Signora di Namur. Nel 1868 l'istituto fu autorizzato a rilasciare il grado di bachelor alle studentesse e prese il nome di College of Notre Dame. La sede del college fu trasferita a Belmont nel 1923. Il college fu elevato al rango di università nel 2001 con il nome di Notre Dame de Namur University.